# Euphorbia maculata
Euphorbia maculata je jednogodišnja biljka koja životni ciklus započinje u kasno proleće i završava ga u jesen i vodi poreklo iz Amerike. Pripada familiji Euphorbiaceae i predstavlja potencijalno invazivnu vrstu.

## Opis
je biljka relativno niskog rasta koja formira gust tepih listova koji polaze radijalno od centralne osovine.

Semena klijaju kada je temperatura zemljišta oko 25°C i kada je prisutna svetlost. Listovi su ovalni, dlakavi i tamno zeleni sa crvenom mrljom. Stablo je roze boje, dlakavo, granato i luči mlečni sok u slučaju oštećenja. Cvetovi su grupisani u cijacijume na mestu gde su listovi pripojeni za stablo. Cvetovi imaju ili prašnike ili tučkove i u cijacijum su organizovani na sledeći način: nekoliko muških cvetova sa jednim ženskim. Plod je čaura.

## Rasprostanjenost
Vrsta je nativna za istočnu teritoriju Amerike. Sama biljka je rasprostranjena uglavnom u Evropi, a postoje i radovi iz 2011. godine koji ukazuju na rast u Južnoj Koreji i Izraelu.

## Stanište
Može se javiti kao korov na poljoprivrednim površinama i baštama. Raste takođe i u šumama i na ruderalnim mestima.

## Spoljašnje veze
- Missouriplants: Euphorbia maculata